# Shane McMahon
Shane Brandon McMahon (født 15. januar 1970) er en amerikansk forretningsmand og tidligere wrestler i World Wrestling Entertainment (WWE). Han er søn af Vince McMahon, formand og administrerende direktør i WWE, og Linda McMahon, der er kandidat i 2010 til Senatet. Han er også bror til Stephanie McMahon og svoger til wrestleren Triple H. Han forlod WWE i januar 2010 efter 20 år i organisationen.
I WWE har han vundet WWE European Championship og WWE Hardcore Championship. Shane McMahon er fjerdegenerationswrestler, da han er efterfølger til sin oldefar Jess McMahon, sin farfar Vincent J. McMahon og sin far Vincent K. McMahon.